# Скульптура Наполеона в облике Марса-миротворца
Скульптура Наполеона в облике Марса-миротворца (также Наполеон как Марс-миротворец) — памятник Наполеону I, на котором он представлен обнажённым в образе Марса-миротворца.

## История
По личному и настойчивому требованию Наполеона итальянский скульптор Антонио Канова отправился в 1802 году в Париж, чтобы создать бюст императора. Вернувшись в 1803 году в Рим, он начал работу над его мраморной скульптурой в полный рост, завершив работу в 1806 году.
Скульптор создал колоссальный бронзовый портрет Бонапарта обнажённым в рост в образе Марса Миротворца с хламидой через одно плечо, фигуркой богини победы Ники в правой руке и копьём в левой. Наполеон желал видеть своё изображение в форме французского генерала, но Канова отклонил это, настаивая на аллегории: Марс — не только бог войны, но также победитель и охранитель. Пластика скульптуры замечательна. Идеализированное телосложение обнажённого Наполеона основано на античной статуе Октавиана Августа и фигуре Эллинистического царя, и предназначалось для внутреннего обихода, но не как скульптура для всеобщего обозрения. Впрочем, отдельные историки считают, что эта работа предназначалась для размещения на площади Сенатского дворца в Милане — согласно плану, разработанного архитектором Луиджи Каноникой. Французский посол в Риме — Франсуа Како и директор французских музеев — Доминик Виван-Денон периодически наблюдали за работой Антонио Кановы в процессе создания скульптуры. Како в 1803 году писал, что она «должна стать самой совершенной работой этого века». Скульптура была завершена в 1806 году. В конце 1810 года скульптуру направили во Францию, и она прибыла в Париж 1 января 1811 года. Канова был убеждён, что создал произведение, которому суждено вызывать восторги публики и остаться в веках, но Наполеон, увидев себя полностью раздетым и опасаясь насмешек (сам он был нескладен фигурой и мал ростом) приказал поместить статую в хранилища Лувра и накрыть вуалью.
К 1814 году скульптура находилась в Лувре в зале выдающихся людей (Salle des Hommes Illustrés), закрытая ширмой. Вероятно, что здесь её впервые увидел герцог Веллингтон уже после битвы при Ватерлоо. В этот период Антонио Канова считался одним из лучшим живущих скульпторов, и его работы были особенно востребованы английскими меценатами. Англичане договорились со скульптором, и он продал в 1816 году своё произведение британскому правительству за 66 000 франков (в то время около 3000 фунтов стерлингов). Скульптуру разместили возле внутренней лестницы Эпсли-хаусе в 1817 году, специально усилив пол под ней. В настоящее время скульптура расположена на этом же месте.
Канова, писали Х. В. и Э. Ф. Янсон, «вдохновлённый изображениями античных правителей, чья нагота свидетельствовала об их божественном статусе, создаёт огромную обнажённую статую Наполеона. Приравнивание императора к Богу знаменует собой отход от возвышенных идей эпохи Просвещения, которые вызвали к жизни неоклассицизм. Скульпторы отказываются от героизации благородных примеров… Отныне для них не существует ни авторитета религии, ни разума».
Несмотря на критику современников, Антонио Канова выполнил в гипсе пять копий скульптуры, предназначенных для нескольких Итальянских академий искусств. В 1811 году бронзовая копия статуи Наполеона была отлита в Риме Франческо Ригетти и его сыном Луиджи, на неё пошли пушки из замка Святого Ангела в Риме.
В 1859 году скульптуру установили в центре внутреннего двора Дворца Брера в Милане, где находится Академия Брера и Пинакотека Брера. 25 октября 1978 года с неё была похищена позолоченная фигурка богини Ники (в правой руке), которая была заменена точной копией в 1980-х годах. Некоторое время статуя была выставлена в галерее Galleria Reale в Брера (с 1809 по 1814 год), потом до 2008 года находилась в хранилище Академии. Скульптура была восстановлена и снова открыта в Брера в 2009 году к 200-летию галереи.